# توت‌خوار شکم‌سفید
توت‌خوار شکم‌سفید (نام علمی: Dacnis albiventris) نام یک گونه از سرده توت‌خوار است.